# دهستان مالین
مالین، دهستانی است از توابع شهرستان باخرز در استان خراسان رضوی ایران.

## جمعیت
براساس سرشماری سال ۱۳۸۵جمعیت آن ۱۶۰۷۷نفر (۳۶۴۰خانوار) بوده‌است.